# 鄞奉路
鄞奉路，是浙江省宁波市的一条道路，因原为鄞奉公路的一部分而得名:241，起点位于灵桥路、长春路交叉口，北接镇明路，终点位于环城西路、雅戈尔大道交叉口，南接启运路，全长3.762公里:196，其中灵桥路至尹江路段为立交路，原为原214省道的一部分，2000年划为城市道路:229，于1929年通车，1938年因抗日战争毁坏，1945年修复，原北接永宁桥，1985年兴建三市立交桥，原出口封闭，1986年改线拓宽，1987年新典桥至雄镇桥段建成:261、271，2007年改造灵桥路至长丰桥段，2008年完工，2013年改造长丰桥至新典路段，2018年改造新典路至三孔碶桥段，2019年改造环城西路至三孔碶桥段，2021年全线完工。

## 主要相交道路
- 北接镇明路
- 立交路：
  - 西：长春路、东：灵桥路
- 鄞奉路：
  - 永达路（尹江路段）
  - 长丰桥、澄浪南路
  - 祖关山路
  - 西：新典路、东：新典桥
  - 西:南苑街、东：芝兰堰路
  - 醇德巷
  - 环城南路
  - 西：段塘东路、东：芝兰堰路
  - 丁家街
  - 环城西路、雅戈尔大道
- 南接启运路